# Johann Rudolf Pucher von Meggenhausen
Johann Rudolf Pucher von Meggenhausen (* 16. Jahrhundert; † 16. November 1625; auch Johann Rudolf Pucher oder Puecher) war ein kaiserlicher Hofbeamter.

## Leben
Er entstammte dem ursprünglich im Schweizer Kanton Graubünden ansässigen alten Adelsgeschlecht Pucher von Meggenhausen.
Pucher von Meggenhausen begann im Jahr 1595 seine Berufslaufbahn am Wiener Hof als Kanzleischreiber in der Reichshofkanzlei, war später Reichshofratssekretär unter Kaiser Matthias und wirklicher Reichshofrat sowie Geheimer Sekretär unter Kaiser Ferdinand II.
Er erhielt gemeinsam mit seinem Bruder Georg Niklas Pucher von Meggenhausen durch Kaiser Rudolf II. am 3. Oktober 1603 in Prag in den rittermäßigen Adelsstand mit Wappenbesserung. Ihm wurde das Reichslehen Meckenhausen übertragen. Außerdem wurde ihm am 4. Februar 1623 in Regensburg das persönliche Palatinat zugestanden.
Pucher heiratete Maria Wagner aus Siebenbürgen. Das Ehepaar hatte zwei Söhne, den später kaiserlichen Hofkriegsrat Johann Georg Pucher von Meggenhausen und Johann Rudolf Pucher von Meggenhausen, Page bei Ambrosio Spinola, dem spanischen Heerführer in den Niederlanden.